# Kerelőszentpál község
Kerelőszentpál község (románul: Comuna Sânpaul) község Maros megyében, Romániában. Központja Kerelőszentpál, beosztott falvai Búzásbesenyő, Kerelő, Magyardellő, Mezőszentmargita.

## Népessége
A 2011-es népszámlálás adatai alapján a község népessége 4233 fő volt.